# کنترفاگوت
کنترفاگوت (به ایتالیایی : Controfagotto) یا دوبل باسون (به انگلیسی : Double Bassoon) جز سازهای بادی چوبی دو زبانه می‌باشد.

## ویژگی
- این ساز بم‌ترین گستره صوتی در سازهای بادی چوبی و ارکستر (دورهٔ رمانتیک به بعد) را دارد.
- کنترفاگوت یک اکتاو بم تر از فاگوت صدا می‌دهد.
- نت این ساز را با کلید «فا خط چهارم» می‌نویسند.
- از نظر صدا دهی مانند ساز فاگوت است با این تفاوت که کنترفاگوت همان اصوات را یک اکتاو بم تر به گوش می‌رساند.
- بخش بم این ساز صدایی مطبوع دارد ولی بخشهای میانی و زیر آن چندان مطبوع نیست.